# Troubsko
Troubsko település Csehországban, a Brno-vidéki járásban. Troubsko Popůvky, Brno, Ostopovice és Střelice településekkel határos. Lakosainak száma 2432 fő (2024. január 1.).

## Népesség
A település lakosságának változását az alábbi diagram mutatja:
| Lakosok száma | 624  | 929  | 1115 | 1529 | 1491 | 2165 | 2226 | 2341 | 2382 | 2432 |
|               | 1869 | 1900 | 1921 | 1961 | 1980 | 2011 | 2016 | 2019 | 2021 | 2024 |